# Tephrodornithidae
Tephrodornithidae (лат.) — семейство воробьиных птиц, предложенное в 2006 году на основе молекулярно-филогенетического исследования Мойля, которое показало, что мухоловковые и древесные личинкоеды являются близкими родственниками. По состоянию на июнь 2018 года роды этого семейства (Hemipus, Philentoma и Tephrodornis) включены в семейство ванговых.

## Классификация
На июнь 2018 года в эти 3 рода входят следующие виды:
- Род Hemipus Hodgson, 1844 — Мухоловковые личинкоеды[3]
  - Hemipus hirundinaceus (Temminck, 1822) — Чернокрылый мухоловковый личинкоед[3]
  - Hemipus picatus (Sykes, 1832) — Буроспинный мухоловковый личинкоед[3]
- Род Philentoma Eyton, 1845
  - Philentoma pyrhoptera (Temminck, 1836) — Каштановокрылый монарх[4]
  - Philentoma velata (Temminck, 1825) — Каштановогрудый монарх[4]
- Род Tephrodornis Swainson, 1832 — Древесные личинкоеды[5]
  - Tephrodornis affinis Blyth, 1847
  - Tephrodornis pondicerianus (J. F. Gmelin, 1789) — Бурохвостый древесный личинкоед[5]
  - Tephrodornis sylvicola Jerdon, 1839 — Белобровый древесный личинкоед[5]
  - Tephrodornis virgatus (Temminck, 1824)